# République socialiste soviétique autonome des Allemands de la Volga
1924–1941
Entités précédentes :
- Gouvernement de Samara

Entités suivantes :
- Oblast de Saratov (RSFSR)
- Oblast de Stalingrad (RSFSR)

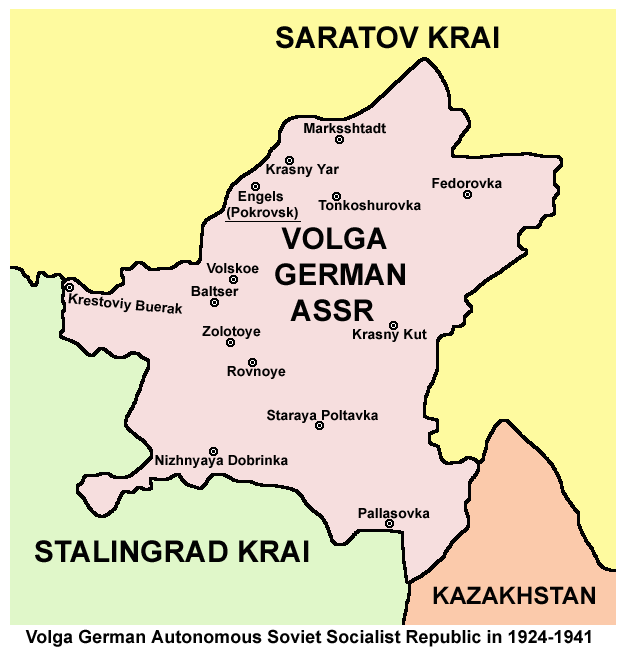
Carte de la RSSA des Allemands de la Volga.

La république socialiste soviétique autonome des Allemands de la Volga (allemand : Autonome Sozialistische Sowjetrepublik der Wolgadeutschen ; russe : Автономная Советская Социалистическая Республика Немцев Поволжья, Avtonomnaïa Sovietskaïa Sotsialistitcheskaïa Respoublika Nemtsev Povoljia) est une ancienne république socialiste soviétique autonome au sein de la république socialiste fédérative soviétique de Russie. Sa capitale était le port d'Engels, sur la Volga, ville connue jusqu'en 1931 sous le nom de Pokrovsk. Elle est peuplée en partie d'Allemands de la Volga, venus d'Allemagne après 1763, à la demande de Catherine II, elle-même princesse allemande.

## Histoire
À la suite de la révolution russe, le Conseil des commissaires du peuple présidé par Lénine adopte, le 19 octobre 1918, un décret créant la Commune de travail des Allemands de la Volga. Ce décret, initialement nommé le décret relatif aux colonies allemandes de la Volga, sera renommé dans les années 1920 et est aujourd'hui connu comme le décret relatif à la création de l'oblast allemand de la Volga. Le chef-lieu de l'oblast est établi à Saratov avant d'être transféré, en mai 1919, à Iekaterinenstadt (auj. Marks), ville qui est renommée Marxstadt le 4 juin 1919. L'oblast couvre les trois ouiezd de Goly Karamych (auj. Krasnoarmeïsk), d'Iekaterinenstadt (auj. Marks) et de Rovnoye.
Le 20 février 1924, l'oblast est élevé au rang de république socialiste soviétique autonome (RSSA) des Allemands de la Volga. Elle s'étend sur environ 28 200 kilomètres carrés dans la région de la Basse-Volga. Elle est délimitée par l'oblast de Saratov, celui de Stalingrad (auj. Volgograd) et la République socialiste soviétique kazakhe. Sa capitale est établie à Pokrovsk, ville qui est renommée Engels en 1931.
Elle est abolie par un décret de Staline du 28 août 1941, dans le contexte de l'invasion allemande de l’Union soviétique, à la suite de la rupture par l’Allemagne du pacte de non-agression mutuelle liant Hitler et Staline.